# استوکبریج غربی (ماساچوست)
استوکبریج غربی (به انگلیسی: West Stockbridge) شهرکی در شهرستان برکشایر ایالت ماساچوست است که در سال ۱۷۷۵ بنیان‌گذاری شد. بر اساس سرشماری سال ۲۰۱۰ میلادی، این شهرک ۱٬۳۰۶ نفر جمعیت داشته‌است.